# Маляша
Маляша — река в России, в Республике Татарстан. Правый приток Малого Черемшана.
Длина реки — 10 км. Площадь водосборного бассейна — 37,1 км².

## Описание
Протекает на северо-западе Алькеевского района.
Исток у лесного массива в 3,5 км к северо-востоку от деревни Татарское Муллино. В верховьях течёт на юго-запад, затем на значительном протяжении течёт на юго-юго-восток. В пойме Мал. Черемшана вновь поворачивает на юго-запад.
Устьевая часть покрыта пойменной растительностью. Сохранились следы бывших проток от Мал. Черемшана и старых русел Маляши, впадавших в него выше современного устья.
Имеется крупный пруд в среднем течении, по его дамбе проходит автодорога «Базарные Матаки — Мамыково».
Чуть ниже пруда на реке расположена деревня Новое Камкино, в устье — село Старое Камкино. Других населённых пунктов в бассейне нет. Устье находится в 86 км от устья Малого Черемшана.

## Данные водного реестра
По данным государственного водного реестра России относится к Нижневолжскому бассейновому округу, водохозяйственный участок реки — Большой Черемшан от истока и до устья. Речной бассейн реки — Волга от верхнего Куйбышевского водохранилища до впадения в Каспий.
Код водного объекта в государственном водном реестре — 11010000412212100005180.